# Quod erat demonstrandum

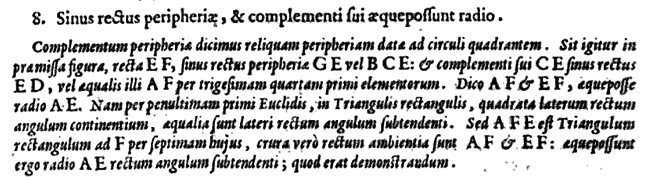
Uso de "quod erat demonstrandum" en 1604 en un texto en latín.

Quod erat demonstrandum es una locución latina que significa ‘que era lo que se quería demostrar’ y se abrevia QED. Tiene su origen en la frase griega ὅπερ ἔδει δεῖξαι (hóper édei deĩxai), que usaban muchos matemáticos antiguos, incluidos Euclides y Arquímedes, al final de las demostraciones o pruebas matemáticas para señalar que habían alcanzado el resultado requerido para la prueba.
En español existen alternativas a la abreviatura latina, tales como «queda entonces demostrado» (utilizando las mismas iniciales), «como queda demostrado» o «como queríamos demostrar» (c. q. d.), aunque la lectura de las dos primeras se desvía ligeramente del significado literal de la abreviatura latina original. Además, existe el acrónimo LQQD («lo que queríamos demostrar»), o incluso se escribe en ocasiones simplemente la palabra «demostrado».
Hoy en día, el uso de las siglas QED al final de las demostraciones matemáticas no es tan frecuente como lo fue en siglos pasados. Actualmente, y en especial en los documentos escritos en computadora, es frecuente el uso de símbolos como el cuadrado relleno (∎) llamado por algunos el «símbolo de Halmos» en honor de Paul Halmos, que fue pionero en su utilización. A veces también se usa un cuadrado vacío (□), o dos barras de división (//).
Unicode proporciona los caracteres U+220E (∎), U+25A0 (■) y U+25A1 (□). Más aún, Unicode indica que el cuadrado relleno (∎), como símbolo matemático, significa «fin de la prueba» (en inglés ‘end of proof’) o también QED.